# بوينغ 367-80
طائرة بوينغ 367-80 ، المعروفة اختصارا باسم داش 80، هي طائرة نموذج مبدئية أمريكية ذو أربع محركات من قبل شركة بوينغ لإظهار مزايا الدفع النفاث على الطيران التجاري. كانت بمثابة قاعدة لتصميم طراز كي سي-135 و الطائرة التجارية 707.

## معرض صور

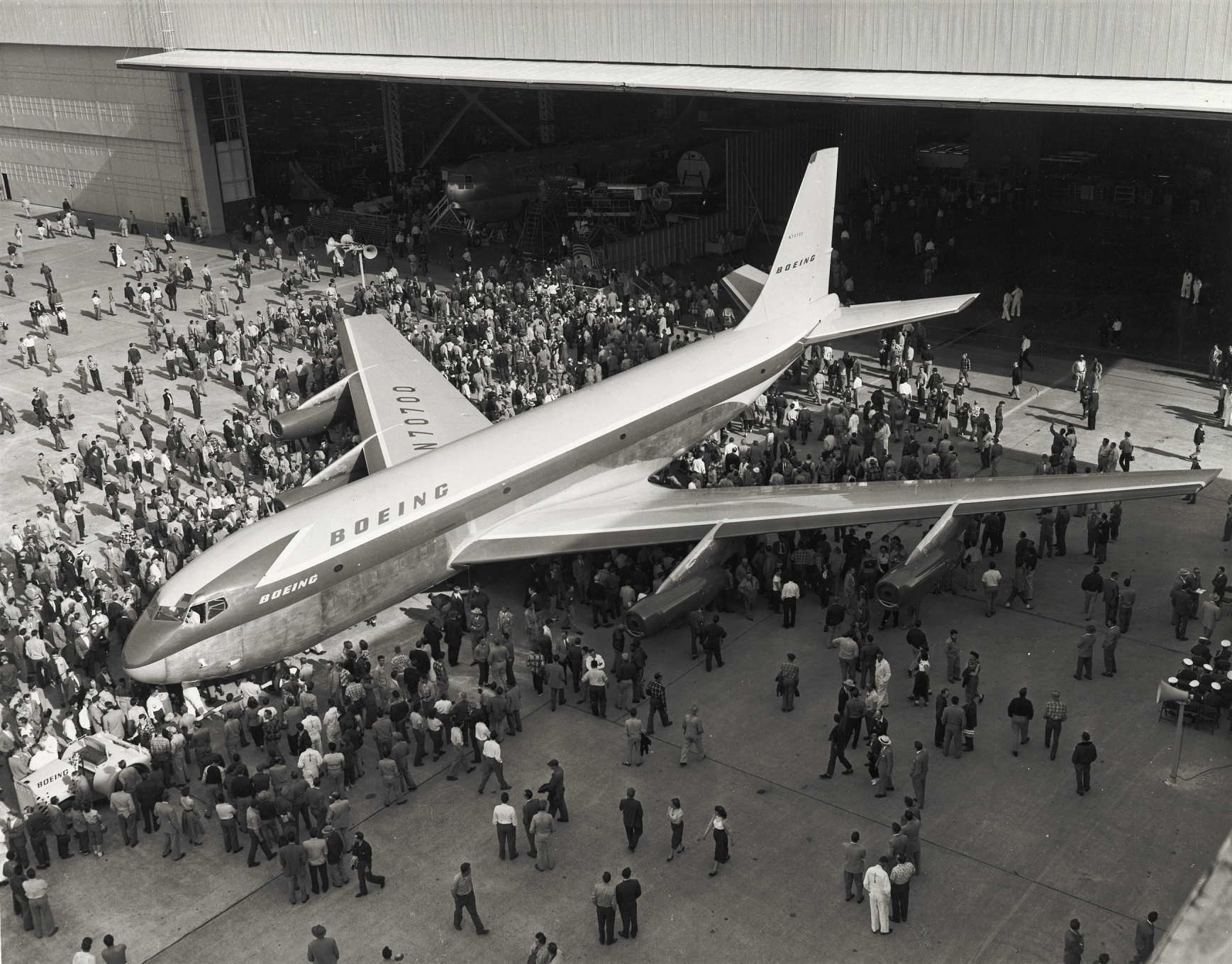
بوينغ 367-80 في أيار / مايو 1954
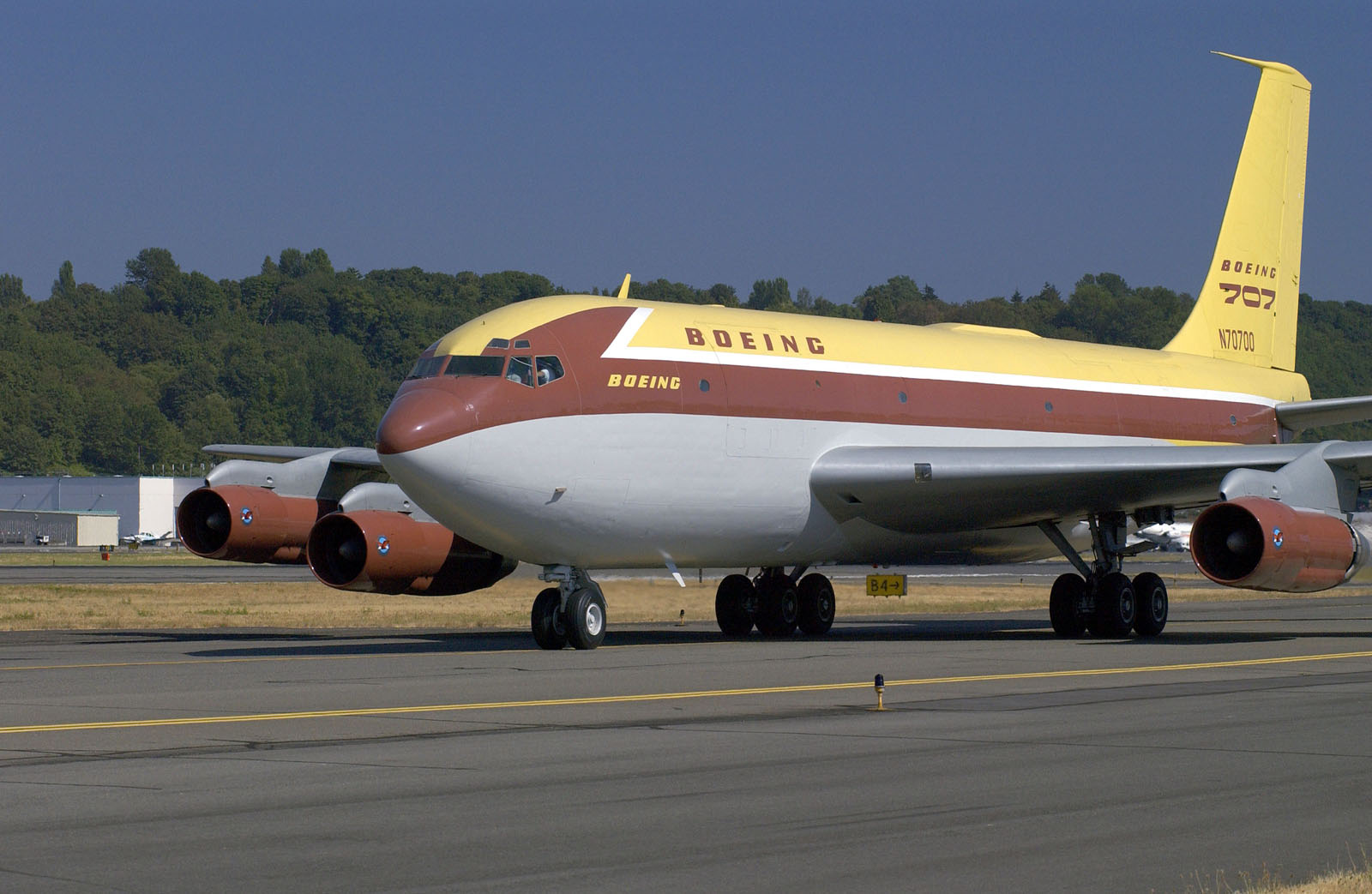
بوينغ 367-80 في بوينغ فيلد في واشنطن
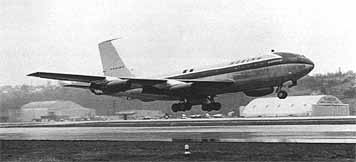
نموذج بوينغ 367-80 (أن70700) من أرشيف صور "ناسا"
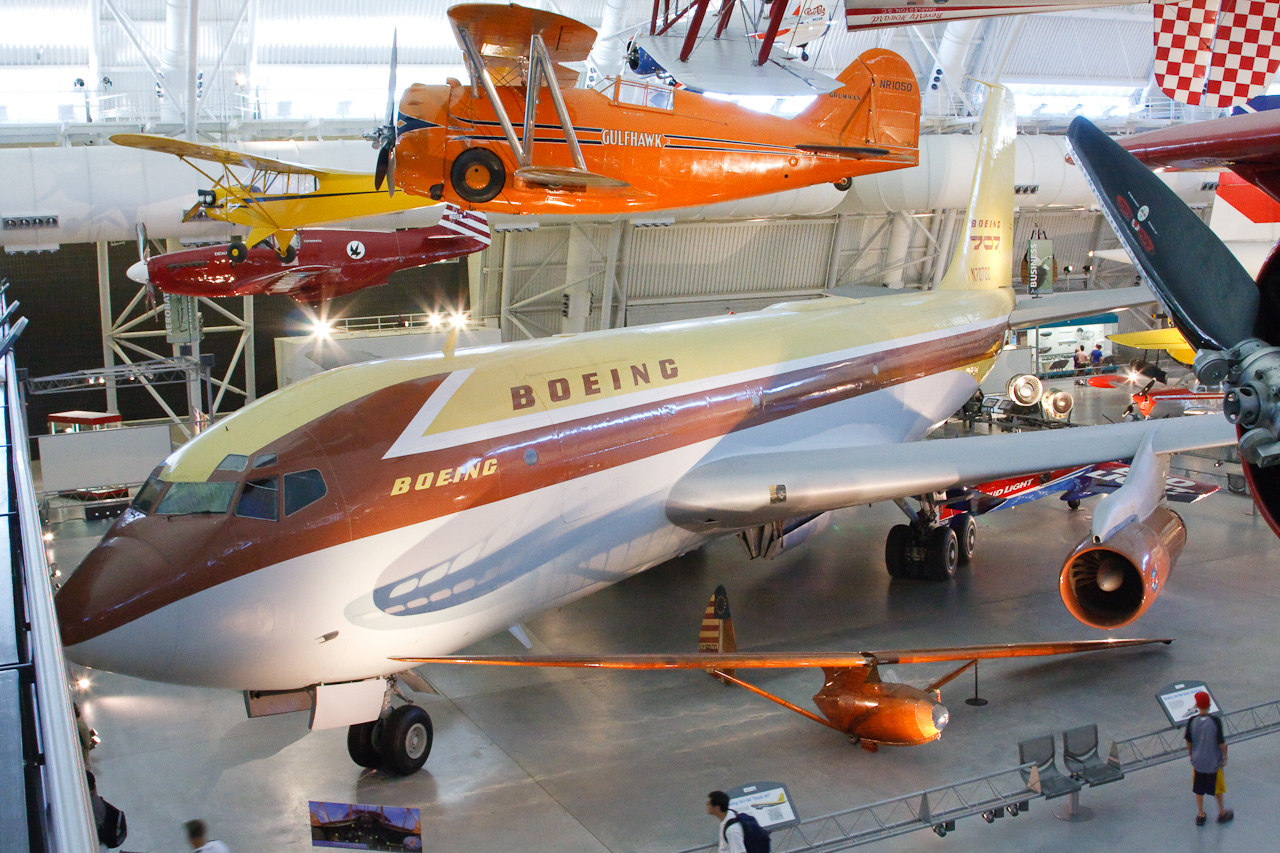
بوينغ 367-80 في متحف الجو والفضاء

## وصلات خارجية
- بوينغ 367-80 التاريخ على Boeing.com
- بوينغ 707 تاريخ الأسرة (بما في ذلك 367-80) Boeing.com
- الحياة صورة مقال 'بوينغ طائرة الرحلة' اختبار تجريبي تكس جونستون على لفة
- الصورة من «داش 80» مع 5 المحرك على الذيل، كجزء من أنظمة الاختبارات 727 البرنامج